# Cyperus turrillii
Cyperus turrillii är en halvgräsart som beskrevs av Georg Kükenthal. Cyperus turrillii ingår i släktet papyrusar, och familjen halvgräs. Inga underarter finns listade i Catalogue of Life.